# Łętowice (Poméranie)
Pour les articles homonymes, voir Łętowice.
Łętowice est une localité polonaise de la voïvodie de Poméranie et du powiat de Puck. 